# Kepler-62b
Kepler-62b es un planeta extrasolar de un tamaño aproximado al de Marte descubierto en órbita alrededor de la estrella Kepler-62, el más interno de cinco planetas descubiertos por el Telescopio Espacial Kepler de la NASA alrededor de Kepler-62, y el segundo más pequeño. Se encontró con el método de tránsito, en el que se mide la atenuación que un planeta provoca a su paso por delante de su estrella. Su  flujo estelar es de 70 ± 9 veces el de la Tierra.